# Nick Kroll
Nick Kroll (ur. 5 czerwca 1978 w Rye) – amerykański aktor i osobowość telewizyjna.

## Życiorys
W 2001 roku ukończył studia na Uniwersytecie Georgetown. Współpracował następnie przy tworzeniu programu Chappelle’s Show. Od 2013 do 2015 roku prowadził emitowany na Comedy Central program Kroll Show.

## Filmografia
- Cavemen (2007)[3]
- Wirtualna liga (2009)[3]
- Loving (2016)[4]

### Dubbingi
- Sit Down, Shut Up jako Andrew LeGustambos (2009)[5]
- Sausage Party jako Douche (2016)[6]
- Kapitan Majtas: Pierwszy wielki film jako Profesor Pofajdanek (2017)[7]

## Życie prywatne
Syn Julesa i Lynn. Ma brata Jeremy’ego oraz dwie siostry: Danę i Vanessę.
W 2020 roku poślubił Lily Kwong, z którą ma syna Leo (ur. 2021) i córkę Gaię (ur. 2023).